# Oziotelphusa gallicola
Oziotelphusa gallicola là một loài cua nước ngọt trong họ Gecarcinucidae.